# Agrotis santoruana
Agrotis santoruana là một loài bướm đêm trong họ Noctuidae.